# بورنج
بورنج (به انگلیسی: Burnage) یک منطقه مسکونی در بریتانیا است که در حومه شهر منچستر، در شمال غربی انگلستان واقع شده‌است. بورنج ۱۵٬۲۲۷ نفر جمعیت دارد.